# Siparuna glabrescens
Siparuna glabrescens är en tvåhjärtbladig växtart som först beskrevs av Presl, och fick sitt nu gällande namn av Stehle & Quentin. Siparuna glabrescens ingår i släktet Siparuna och familjen Siparunaceae. Inga underarter finns listade i Catalogue of Life.